# Пентленд (лунный кратер)
Кратер Пентленд (лат. Pentland) — крупный древний ударный кратер в южном полушарии видимой стороны Луны. Название присвоено в честь ирландского географа Джосефа Пентленда (1797—1873) и утверждено Международным астрономическим союзом в 1935 г. Образование кратера относится к нектарскому периоду.

## Описание кратера
Ближайшими соседями кратера являются кратер Цах на северо-западе; кратер Кинау на севере-северо-востоке; кратер Манцини на востоке-юго-востоке и кратер Курций на юго-западе. Селенографические координаты центра кратера 64°34′ ю. ш. 11°20′ в. д. / 64,57° ю. ш. 11,34° в. д., диаметр 56,5 км, глубина 4010 м.
Кратер Пентленд имеет полигональную форму и умеренно разрушен. Вал сглажен, в южной части вала находится понижение на границе с безымянным кратером, северная часть которого перекрыта кратером Пентленд. Внутренний склон неравномерный по ширине, в северо-восточной части имеет уступ. Высота вала над окружающей местностью достигает 3000 м, объем кратера составляет приблизительно 2600 км³. Дно чаши сравнительно ровное за исключением юго-восточной части, округлый центральный пик высотой 790 м несколько смещен к западу-юго-западу от центра чаши.

## Сателлитные кратеры
| Пентленд | Координаты                                            | Диаметр, км |
| -------- | ----------------------------------------------------- | ----------- |
| A        | 67°19′ ю. ш. 13°15′ в. д. / 67,32° ю. ш. 13,25° в. д. | 44,0        |
| B        | 66°11′ ю. ш. 13°56′ в. д. / 66,18° ю. ш. 13,93° в. д. | 28,2        |
| C        | 65°04′ ю. ш. 16°26′ в. д. / 65,06° ю. ш. 16,43° в. д. | 32,1        |
| D        | 63°13′ ю. ш. 13°58′ в. д. / 63,22° ю. ш. 13,96° в. д. | 31,3        |
| DA       | 62°56′ ю. ш. 14°22′ в. д. / 62,93° ю. ш. 14,37° в. д. | 52,4        |
| E        | 68°05′ ю. ш. 13°21′ в. д. / 68,09° ю. ш. 13,35° в. д. | 11,0        |
| F        | 62°09′ ю. ш. 11°19′ в. д. / 62,15° ю. ш. 11,31° в. д. | 12,2        |
| J        | 64°31′ ю. ш. 14°38′ в. д. / 64,52° ю. ш. 14,63° в. д. | 8,5         |
| K        | 66°55′ ю. ш. 17°50′ в. д. / 66,92° ю. ш. 17,83° в. д. | 11,7        |
| L        | 65°51′ ю. ш. 17°46′ в. д. / 65,85° ю. ш. 17,77° в. д. | 22,3        |
| M        | 64°33′ ю. ш. 17°04′ в. д. / 64,55° ю. ш. 17,06° в. д. | 6,2         |
| N        | 63°39′ ю. ш. 17°11′ в. д. / 63,65° ю. ш. 17,19° в. д. | 23,5        |
| O        | 63°16′ ю. ш. 18°31′ в. д. / 63,26° ю. ш. 18,51° в. д. | 14,0        |
| P        | 67°51′ ю. ш. 14°21′ в. д. / 67,85° ю. ш. 14,35° в. д. | 8,1         |

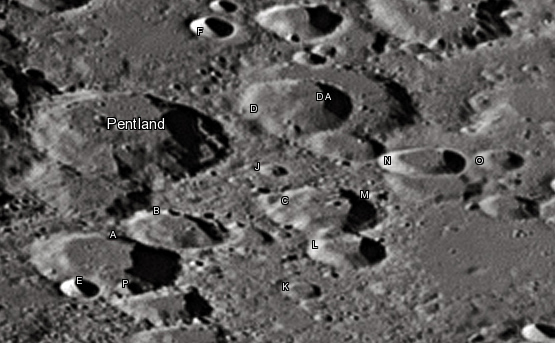
Снимок Девида Кемпбелла.

- Образование сателлитных кратеров Пентленд A и C относится к нектарскому периоду[1].